# Heinrich Laue
Heinrich Laue (* 6. Oktober 1877 in Harburg; † 25. Juni 1963 in Hamburg) war ein deutscher Politiker (DHP, Niedersächsische Landespartei, FDP).
Laue war Möbelhändler von Beruf. In der Weimarer Republik gehörte er der Deutsch-Hannoverschen Partei an und war deren Harburger Kreisvorsitzender. Nach Ende des Zweiten Weltkrieges gehörte er zu den Mitbegründern des Hamburger Landesverbandes der Niedersächsischen Landespartei, aus der im November 1946 die Deutsche Partei entstand. Zunächst war er Vorsitzender der NLP in Hamburg und später bis Ende 1947 DP-Vorsitzender im Bezirk Harburg. Von der britischen Besatzungsmacht wurde er 1946 als einziger Vertreter seiner Partei in die Ernannte Bürgerschaft berufen und schloss sich dort als Gast der FDP-Fraktion an. Aus dieser Zusammenarbeit entstand auch ein Zusammengehen von FDP und NLP bei der Bürgerschaftswahl 1946, das allerdings lediglich daraus bestand, dass die FDP Laue und seinem Stellvertreter Heinrich Buchholz zwei der vier Kandidatenplätze im Wahlkreis 18 (Heimfeld, Marmstof, Neugraben, Fischbek, Moorburg, Francop, Neuenfelde und Cranz) zugestand.
Anfang Oktober 1949 trat Laue mit einigen Parteifreunden zur FDP über. Bei den gemeinsam mit der Bürgerschaftswahl 1949 durchgeführten Wahl zum Bezirksausschuss Harburg wurde er als FDP-Kandidat auf der Liste des Vaterstädtischen Bundes in diese Regionalvertretung des Süderelbebezirks gewählt. Vier Jahre später – die FDP kandidierte nun gemeinsam mit CDU, BHE und Laues ehemaligen Parteifreunden von der DP als Hamburg-Block – scheiterte er zwar zunächst, rückte jedoch nach wenigen Wochen noch 1953 für den in die Hamburgische Bürgerschaft gewählten Theodor Hoorns in den Bezirksausschuss. 1957 – inzwischen 80 Jahre alt – verzichtete er auf eine erneute Kandidatur.